# Andrew Price Morgan
Andrew Price Morgan (ur. 27 października 1836, zm. 19 października 1907) – amerykański botanik i mykolog. Zasłynął z badania flory w Miami Valley w stanie Ohio.